# Kornél Pajor
Kornél Pajor, född 1 juli 1923 i Budapest, död 12 maj 2016 i Djursholm, var en ungersk-svensk skridskolöpare och arkitekt.
Pajor tävlade i hastighetsåkning på skridskor vid olympiska vinterspelen 1948.
Vid världsmästerskapen i Oslo 1949 vann Pajor guld, men valde att fly Ungern och söka uppehållstillstånd i Sverige. Här sökte han till Kungliga tekniska högskolan för att avsluta arkitektstudierna.
Snart blev Pajor svensk medborgare och tävlade då för Sverige.
Som arkitekt var han senare verksam hos Kooperativa förbundets arkitektkontor. Där fick han rita åtskilliga Domusvaruhus i olika svenska städer, bland annat i Bollnäs, Filipstad och Uddevalla (nuvarande Gallionen).

## Källhänvisningar
1. ↑  Svenska Dagbladet, 29 maj 2016, dödsannons, läs online.[källa från Wikidata]
2. ↑  Svenska Dagbladet, 29 maj 2016, dödsannons, läs online och läs online.[källa från Wikidata]
3. ↑  SpeedSkatingNews.info, SpeedSkatingNews.info skridskoåkar-ID: kornel-pajor, läst: 5 maj 2022.[källa från Wikidata]
4. ↑  SpeedSkatingStats, SpeedSkatingStats skridskoåkar-ID: 1923070101, läst: 5 maj 2022.[källa från Wikidata]
5. ↑  Sex finalister utvalda – rösta på Hälsinglands fulaste hus, Helahälsingland,
6. ↑  Mo-ped